# Jonathan Bögli
Jonathan Bögli, né le 12 septembre 2000 à Seeberg (canton de Berne), est un coureur cycliste suisse.

## Biographie
En 2017 et 2018, Jonathan Bögli devient champion de Suisse de la montagne dans la catégorie juniors (moins de 19 ans). Il intègre ensuite l'équipe continentale Swiss Racing Academy en 2020, après y avoir été stagiaire. 
Il rejoint la formation Nippo-Provence-PTS Conti en 2021. Bon grimpeur, il termine quatrième du Tour de Mevlana. Il finit également cinquième de la Course de la Paix espoirs, manche de la Coupe des Nations U23, qu'il dispute avec la sélection nationale suisse. Sa saison 2022 est en revanche gâchée par deux fractures de la clavicule. Il parvient toutefois à prendre la troisième place du championnat de Suisse de poursuite.
Pour la saison 2023, il s'engage avec l'AC Bisontine chez les amateurs,. Il effectue sa reprise lors des Boucles du Haut-Var, où il se classe dixième d'une épreuve. Au printemps, il fait partie des cyclistes sélectionnés dans une équipe de Swiss Cycling pour participer au Tour de Suisse.

## Palmarès et résultats

### Palmarès par année
- 2017
  -  Champion de Suisse de la montagne juniors
- 2018
  -  Champion de Suisse de la montagne juniors
  - 2e du championnat de Suisse sur route juniors
- 2022
  - 3e du championnat de Suisse de poursuite

### Classements mondiaux
| Année                                 | 2021 |
| ------------------------------------- | ---- |
| Classement mondial                    | 985e |
| UCI Europe Tour                       | 735e |
|                                       |      |
| Légende : nc = non classéSource : UCI |      |